# Кенигсбах-Штајн
Кенигсбах-Штајн (њем. Königsbach-Stein) општина је у њемачкој савезној држави Баден-Виртемберг. Једно је од 28 општинских средишта округа Енцкрајс. Према процјени из 2010. у општини је живјело 9.774 становника. Посједује регионалну шифру (AGS) 8236076.

## Географски и демографски подаци
Кенигсбах-Штајн се налази у савезној држави Баден-Виртемберг у округу Енцкрајс. Општина се налази на надморској висини од 177 метара. Површина општине износи 33,7 km². У самом мјесту је, према процјени из 2010. године, живјело 9.774 становника. Просјечна густина становништва износи 290 становника/km².